# Haliotis spadicea
Haliotis spadicea is een slakkensoort uit de familie van de Haliotidae. De wetenschappelijke naam van de soort is voor het eerst geldig gepubliceerd in 1808 door Donovan.